# NGC 1479
NGC 1479 est une entrée du New General Catalogue qui concerne un corps céleste perdu ou inexistant. 
Cet objet a été enregistré par l'astronome américain Frank Müller 1886 dans la constellation de l'Éridan